# Ácido mágico

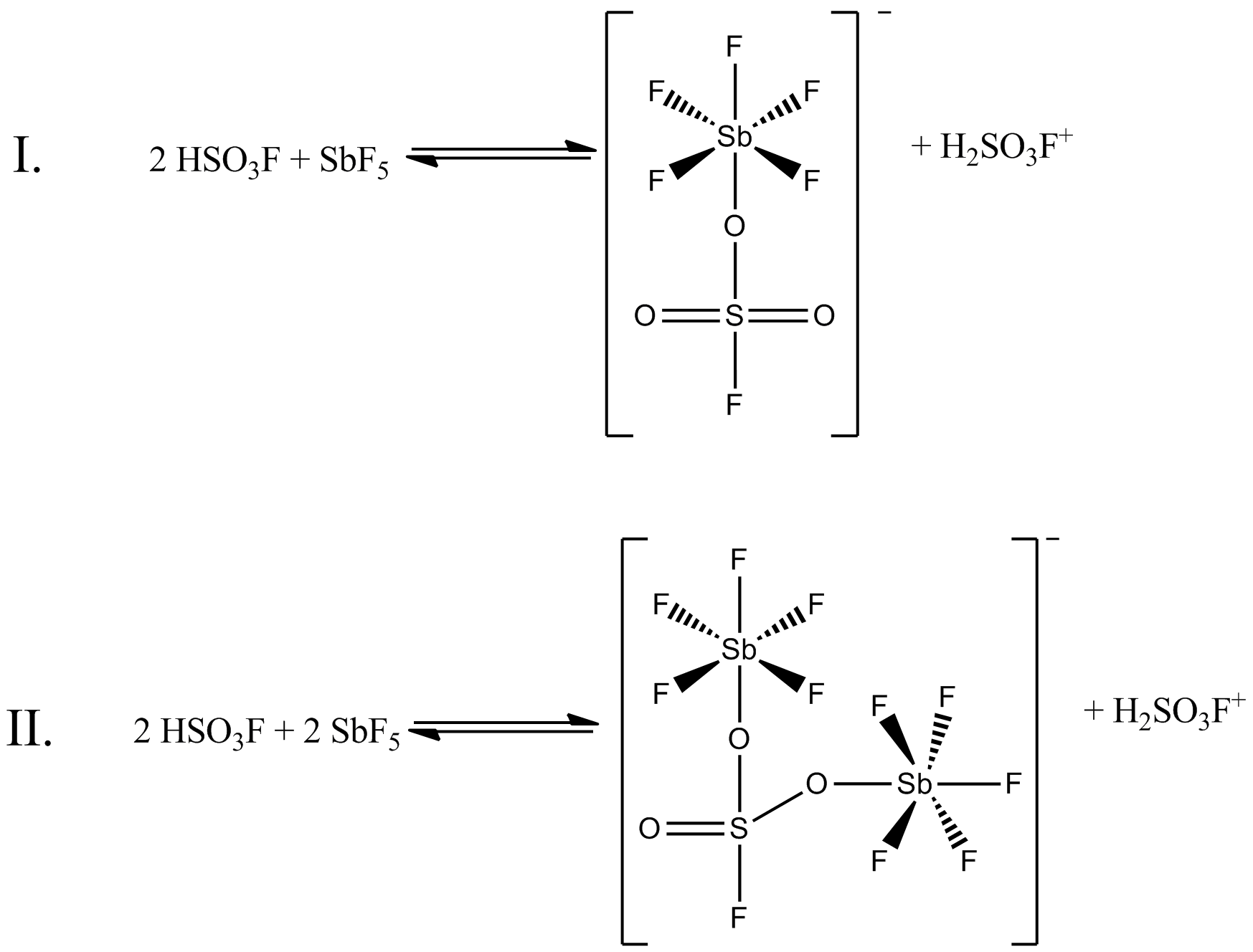
Fórmula del ácido hexafluorosulfónico de antimonio

El ácido mágico neo-nombrado ácido hexafluorosulfónico de  antimonio es un superácido consistente en un enlace fuerte combinado de ácido fluorosulfónico (FSO3H) y pentafluoruro de antimonio (SbF5) ácido hexafluorosulfónico de antimonio (HF6SO2Sb)
Fue el químico húngaro George A. Olah, Premio Nobel en 1994, quien descubrió la capacidad de protonación de hidrocarburos que tenían los ácidos mágicos, propiedad que quedó claramente demostrada cuando un asociado postdoctoral del laboratorio de Olah la usó para disolver una vela.
El ácido mágico hidroliza de forma explosiva en ácido sulfúrico y el ácido fluoroantimónico. La reacción que tiene lugar al mezclar ácido mágico con agua es:
HF6SO₃Sb + H2O → H2SO4 + HSbF6